# Школа (галерея)
«Школа» — первая  московская арт и фото-галерея , существовавшая в 1991—1994 годах.

## История
В 1991 году при Центре современного искусства на Якиманке, Ирина Меглинская (Пиганова) открыла первую в Москве фото-галерею «Школа». 
Галерея работала с такими фотографами и художниками как Николай Бахарев, Сергей Шутов, Владимир Куприянов, Юрий Бабич, Сергей Леонтьев, Алексей Шульгин, Мария Серебрякова, Юрий Лейдерман, Вадим Фишкин  и другими.

## Выставки
- Владислав Ефимов «Без названия», 1991.
- Кирилл Преображенский совместно с Алексеем Беляевым «Он» (Лаборатория Мерзлоты), 1991 .
- Николай Бахарев 1991.
- Юрий Бабич «Ковры» 1991.
- Мария Серебрякова.
- Владимир Куприянов «Родионовы» 1992 и  «О призрачном» 1994.
- Дзига Вертов «Реплика» 1992.
- кураторский фотопроект Алексея Шульгина «Кто я? Искусство выбора» (Фотографии: Сергея Леонтьева, Игоря Мухина и Андрея Безукладникова) 1993.
- Майк Хенц (Mike Hentz) «Идентичность границы» 1993[2].
- Юрий Лейдерман «Они будут первыми, кто станет четвертыми» 1994 Ъ
- Анатолий Ганкевич и Андрей Казанджия «Последняя осень» 1994 Ъ

и другие.